# Peter Zavadovskij

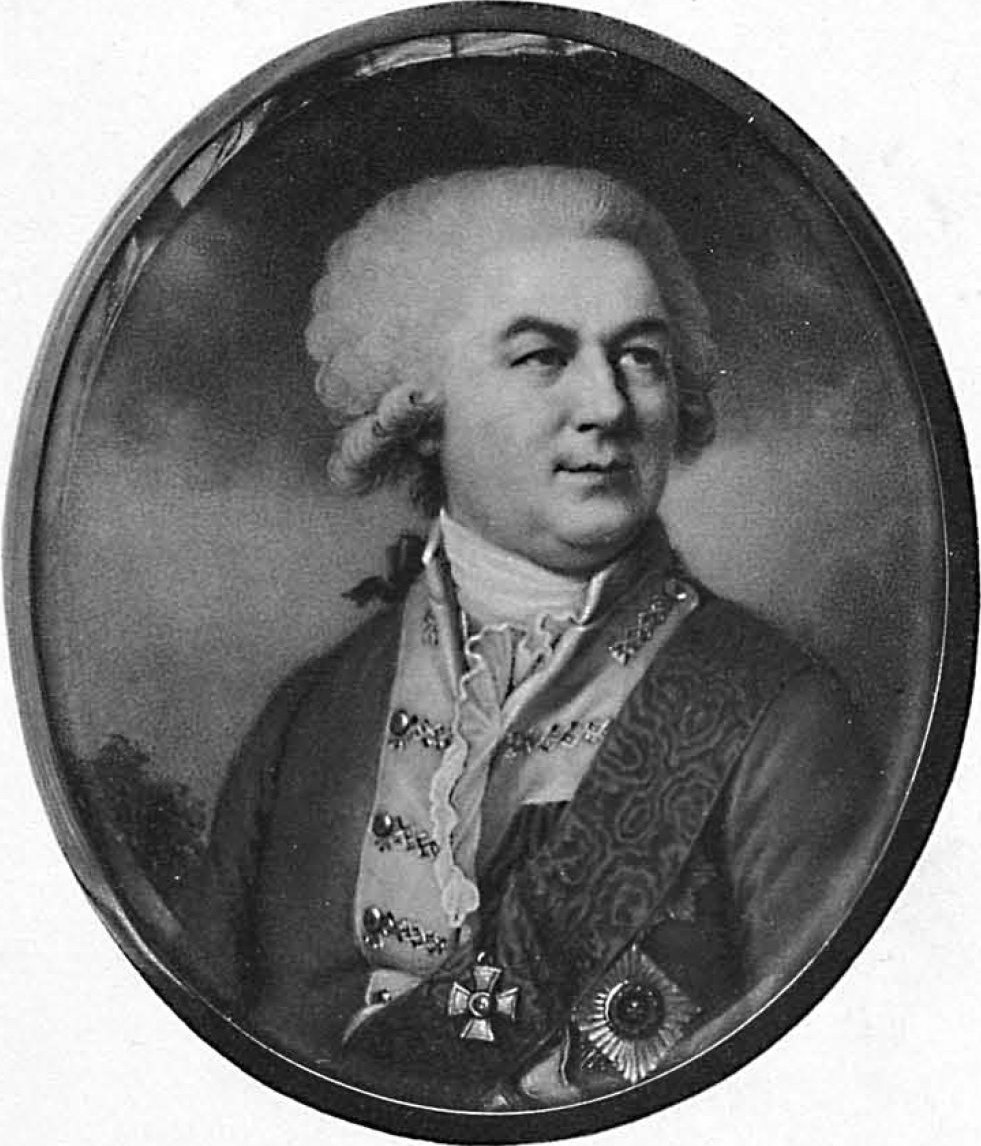
Peter Zavadovskij.

Peter Vasiljevitj Zavadovskij (ryska: Пётр Васильевич Завадовский), född 10 januari 1739, död 10 januari 1812, var en rysk greve och gunstling till Katarina den stora.
Zavadovskij blev 1775 Katarinas sekreterare och blev den 2 januari 1776 hennes generaladjutant och älskare. Han beskrivs som stilig, kultiverad och allvarlig samt anses ha varit uppriktigt förälskad i Katarina. Förhållandet var ansträngt på grund av den svartsjuka han kände mot Potemkin, vars nära relation med Katarina fortgick trots att han i egenskap av älskare hade ersatt honom; även Potemkin ryktas ha haft åtminstone ett vredesutbrott på grund av relationen. Förhållandet avslutades på grund av de ständiga slitningarna och han ersattes 1777 av Simon Zoritj. Då relationen med Zoritj avslutades 1778 ska Katarina ha övervägt att återkalla Zavadovksij, men hon mötte då i stället Ivan Rimskij-Korsakov.